# 吳章
吳章（1481年—？），字成甫，廣東廣州府南海縣（今廣東省廣州市）人，明朝政治人物。

## 生平
正德五年（1510年）庚午科廣東乡试第三十九名举人，正德十六年（1521年），登二甲進士，累官江西按察司副使，嘉靖十六年（1537年）四月升山东布政司参政，歷任廣西、雲南布政使，二十四年（1545年）六月升太仆寺卿，二十六年四月升都察院右副都御史、巡撫雲南，嘉靖二十七年七月因病致仕歸鄉。。

## 家族
曾祖吴志序。祖父吴绫绶。父吴貴。母谭氏。永感下。弟吴伦、吴山。